# Kedungpoh (Nglipar)
Kedungpoh is een bestuurslaag in het regentschap Gunung Kidul van de provincie Jogjakarta, Indonesië. Kedungpoh telt 5364 inwoners (volkstelling 2010).